# Miguel Ángel Blanca Pachón
Miguel Ángel Blanca Pachón   (Sabadell, 1982) és un cantant i guionista català. Es va graduar com a guionista a l'Escola de Cinema i Audiovisuals de Catalunya (ESCAC) l'any 2001 i va començar a escriure lletres i a tocar la guitarra amb Alejandro Marzoa, formant el duo Manos de Topo. Paral·lelament, va participar en el grup Dead Man on Campus, grup de free jazz experimental, amb Cristian Subirà (Weimar), Alberto Flores i Dashiell Fernández (Espanya) i Pablo Díaz (El Guincho), amb els quals van gravar un disc a l'estudi Mikemayer. Un cop finalitzat aquest projecte, Manos de Topo fitxa dos nous components, Rafael Julià i Rafael de los Arcos, amb els quals graven el disc Ortopedias Bonitas a l'estudi Mikemayer, amb la discogràfica Sones.